# Widsith
Le Widsith est un poème en vieil anglais faisant partie du livre d’Exeter, rédigé dans la deuxième moitié du Xe siècle. Il met en scène Wīdsīþ, « le grand voyageur », qui liste en trois catalogues les peuples chez qui il est allé et les chefs qu’il a rencontré.
Ces énumérations sont un sujet fréquent dans la poésie germanique du haut Moyen Âge, car elles appuie les prétentions royales des chefs en leur donnant une généalogie avantageuse, permettant aux poètes d’obtenir la protection des puissants. Le même principe se retrouve par exemple dans les thulur nordiques. En outre, malgré leur longueur, cent quarante-trois vers pour le Widsith, elles sont assez faciles à retenir du fait de l’usage de l’allitération, d’une métrique traditionnelle et de formules stéréotypées. Ainsi le premier catalogue du Widsith répète la formule « tel chef commande à tel peuple », le deuxième « je suis allé chez tel peuple » et le troisième « j’ai rendu visite à tel chef ». 
Bien qu’il mentionne un grand nombre de personnage, le poème met surtout l’accent sur Ermanaric, roi ostrogoth de la fin du IVe siècle, dont le poète dit qu’il lui a fait de nombreux cadeaux. Bien que beaucoup de peuples et personnage cités se rattachent au IVe siècle, d’autres sont plus tardifs, comme Hrothgar, roi danois du VIe siècle également mentionné dans Beowulf.

## Résumé
Le poème s'ouvre sur une introduction présentant le poète Widsith, dont le nom signifie « le grand voyageur » (littéralement « celui qui a voyagé loin »). Issu du peuple des Myrgings (en), il accompagne la princesse angle Ealhhild à la cour du roi goth Eormanric,.
Le gros du poème est ensuite divisé en trois catalogues similaires aux thulur de la littérature norroise. Le premier est une énumération de peuples avec leurs souverains :

« Aetla régna sur les Huns, Eormanric sur les Goths, Becca sur les Banings, Gifica sur les Burgondes. César régna sur les Grecs et Caelic sur les Finnois, Hagena sur les Ruges insulaires et Heoden sur les Glommas. »

Après un éloge du roi Offa d'Angeln et une évocation des rois Hrothwulf et Hrothgar, le deuxième catalogue énumère des peuples chez qui Widsith affirme s'être rendu :

« J'étais avec les Huns et avec les glorieux Goths, avec les Suédois, avec les Gètes et avec les Danois du sud. J'étais auprès des Wendlas et des Waernas et des Vikings. »

Widsith décrit ensuite la générosité d'Eormanric à son égard, ainsi que celle du seigneur des Myrgings, un certain Eadgils. Le troisième et dernier catalogue est une liste de guerriers goths qu'il a côtoyés :

« Toujours je recherchai les meilleurs compagnons, ceux de l'entourage d'Eormanric. Je cherchai Hethca et Beadeca et les Harlungs, Emerca et Fridla ; et East-Gota, sage et bon, père d'Unwen. »

Le poète conclut en soulignant que le roi choisi par Dieu est le plus apprécié des hommes. Une description positive du métier de ménestrel (prononcée soit par Widsith lui-même, soit par le narrateur de l'introduction) occupe les derniers vers du poème.

### Sources primaires
- (en) Kemp Malone (éd.), Widsith, Copenhague, Rosenkilde & Bagger, 1962, 2e éd..
- Alain J. Stoclet, Les sociétés en Europe du milieu du VIe à la fin du IXe siècle, Presses Universitaires de Lyon, coll. « Collection d'histoire et d'archéologie médiévales » (no 12), 2003 (ISBN 9782729707323).

### Sources secondaires
- André Crépin, « Widsith », dans Claude Gauvard, Alain de Libera, Michel Zink, Dictionnaire du Moyen Âge, Paris, Presses universitaires de France, 2004 (ISBN 2130543391), p. 1478.
- (en) R. D. Fulk et Christopher M. Cain, A History of Old English Literature, Chichester, John Wiley & Sons, 2013, 2e éd. (ISBN 978-1-118-45323-0).